# CSO Pantelimon
CSO Pantelimon este un club de rugby din Pantelimon, județul Ilfov. 
Echipa de seniori a fost înființată în 2010. A evoluat în Divizia Națională de Seniori, al doilea eșalon valoric al rugby-ului în România. În sezonul 2011 s-a clasat pe locul patru și s-a calificat în sferturile de finală ale Cupei României. A promovat în SuperLiga în sezonul 2012 sub conducerea lui Mircea Paraschiv. Totuși, a fost desființat la sfârșitul anului 2012 din cauza lipsei finanțării.
Clubul de copii și de juniori este mai vechi. A fost creat în 2002 de Dumitru Sterian, mai cunoscut sub porecla „Cioc”, care era atunci consilier municipal. Printre altele, l-a format de la vârsta de opt ani pe Tudorel Bratu, care s-a alăturat echipei naționale a României și a participat la Cupa Mondială de Rugby din 2015.